# El juicio de Paris (Arne)
El juicio de Paris (título original en inglés The Judgement of Paris) es una ópera (mascarada) de Thomas Arne y libreto de William Congreve, que ya había sido musicada por otros compositores británicos. Se estrenó el 1 de agosto de 1740 en el Teatro Drury Lane, de Londres. 
El libreto de Congreve fue objeto de un concurso entre compositores en el año 1701, con la idea de promocionar la ópera íntegramente en inglés. Thomas Arne musicó El juicio de Paris como parte de un renacimiento del interés en los libretos de Congreve en los años 1740 (Sémele, de Händel, es de 1744). La versión de Arne se interpretó primer en el Teatro Drury Lane el 12 de marzo de 1742, con la esposa del compositor, Cecilia Young, en el papel de Venus. Arne representó la obra como una pieza de acompañamiento a su masque (mascarada) Alfred en junio del mismo año en Dublín. La versión de Arne fue interpretada por la Bampton Classical Opera en el 2010.